# Košovy (Rychnov u Jablonce nad Nisou)
Košovy jsou malá osada, část města Rychnov u Jablonce nad Nisou v Libereckém kraji v okrese Jablonec nad Nisou. Leží nad údolím bezejmenného potoka na severním svahu vrchu Kopanina (657 m) v jižní části katastrálního území Rychnov u Jablonce nad Nisou, při silnici z Rychnova přes osadu Anděl Strážce do Frýdštejna.